# Intermedia (arte)

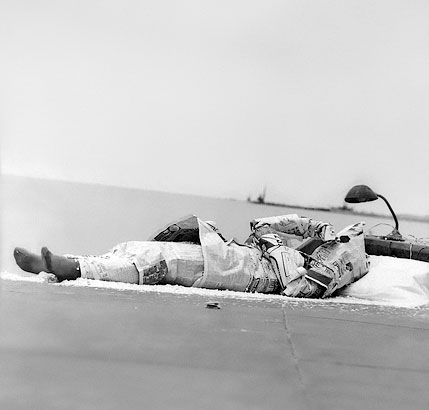
Marta Minujín. Momentos de la performance "Leyendo las noticias", 1965, Costanera Sur, Buenos Aires

Intermedia es un término utilizado a mediados de los años 60 del siglo XX por el artista Dick Higgins del movimiento Fluxus para describir varias actividades artísticas interdisciplinarias entre géneros. En 1968, Hans Breder fundó el primer programa universitario en Estados Unidos para ofrecer un M.F.A. en intermedia, en la Universidad de Iowa. En el siglo XXI numerosas universidades de arte en todo el mundo incorporan la formación e investigación en arte intermedia contemporáneo.

## Características
Las áreas como las que se encuentran entre dibujo y poesía, o entre pintura y teatro podrían describirse como "intermedia". Con repetidas ocurrencias, estos nuevos géneros entre géneros podrían desarrollar sus propios nombres (p. ej. poesía visual, performance); históricamente, un ejemplo es la haiga, que combina la pintura de pincel y el haiku en una composición.
Higgins describió la tendencia de lo que él creía que era lo más interesante y mejor en el nuevo arte para cruzar los límites de los medios reconocidos o incluso fusionar los límites del arte con medios que no se habían considerado previamente para las formas de arte, incluidas las computadoras. 

Parte de la razón por la que los objetos de Duchamp son fascinantes mientras la voz de Picasso se está desvaneciendo es que las piezas de Duchamp están realmente entre los medios, entre la escultura y otra cosa, mientras que un Picasso es fácilmente clasificable como un adorno pintado. Del mismo modo, al invadir la tierra entre el collage y la fotografía, el alemán John Heartfield produjo lo que probablemente sean los mejores gráficos de nuestro siglo ...
Higgins, Intermedia, 1965, Leonardo, vol. 34, p. 49

Con una modestia característica, a menudo señaló que fue Samuel Taylor Coleridge quien utilizó primero el término.
Gene Youngblood también describió intermedia, comenzando en su columna "Intermedia" para el periódico Los Angeles Free Press a partir de 1967 como parte de una red global de múltiples medios que estaba "expandiendo la conciencia" -la red intermedia- que convertiría a todas las personas en artistas por proxy (delegación). Reunió y expandió ideas de esta serie de columnas en su libro Expanded Cinema de 1970, con una introducción de Buckminster Fuller.

## Academia
En 1968, Hans Breder fundó el primer programa universitario en Estados Unidos para ofrecer un M.F.A. en intermedia. El Intermedia Área en la Universidad de Iowa graduó artistas como Ana Mendieta y Charles Ray. Además, desarrolló un tradicional programa de visitas, invitando a artistas como Dick Higgins, Vito Acconci, Allan Kaprow, Karen Finley, Robert Wilson y otros para trabajar directamente con el alumnado de Intermedia.
Con los años, especialmente en el campus de Iowa, el concepto intermedia ha sido utilizado de manera intercambiable con el de multimedia.  Recientemente también es identificado con medios de comunicación electrónicos en la cultura pop.  Dado que Intermedia valora ambas disciplinas, el término "Intermedia" se ha convertido en el término preferido para la práctica interdisciplinaria.
Con el paso de los años numerosas universidades en todo el mundo incorporan la investigación y formación en el arte intermedia contemporáneo.